# António Luís de Sousa, Marqués de Minas
Antonio Luis de Sousa Téllez de Meneses, IV conde de Prado y II marquês das Minas (6 de abril de 1644 – 25 de diciembre de 1721) fue un general portugués y gobernador general de Brasil.

## Biografía

### Orígenes y familia
Don Antonio Luís de Sousa o António de Sousa, 4.º Conde de Prado en vida de su padre, 2.º Marquês das Minas. Primogénito de la 2.ª boda de su padre, hijo del profesor universitario Francisco, primer marquês das Minas, y su segunda esposa D. Eufrásia Filipa de Lima. Nació el 6 de abril de 1644 y murió el 25 de diciembre de 1721. Señor de las aldeas de Beringel y Prado, con todas las jurisdicciones, incluyendo el privilegio de no ser detenido por corregidores de la justicia real, y padronados, de las villas o aldeas de Guvari y de Nossa Senhora da Escada, en Brasil. Maestro de campo General, Gobernador y capitán-general de Brasil. Fue alcalde de Beja, caballero o señor de cinco comendas en la Orden de Cristo y de dos de la orden de Santiago.

### Casamiento y descendencia
Casó en 1664 con su prima María Madalena de Noronha Manuel de Lima (muerta en 1707), hija de Álvaro Manuel, VI señor de Atalaia, e Inês de Lima y Távora.
1. Francisco de Sousa (1665-1687), V conde de Prado, muerto soltero y sin descendencia.
2. José (1668-1708), sacerdote.
3. Antônio Luís, muerto a temprana edad.
4. João de Sousa (Viana do Castelo 29 de diciembre de 1666, asesinado al salir de la Congregación del Oratorio de S. Felipe de Neri el 17 de septiembre de 1722), III Marqués das Minas en 1721 y VI conde de Prado.
5. Luís, hijo bastardo, nacido en 1671 y fallecido después de 1735, casado con Bárbara Pinto, señora de Moroleiro.
6. Catarina, hija bastarda, monja.

### Vida militar
Se inició en el ejército a los 13 años, conforme a las órdenes de su padre, en la campaña de defensa de Elvas en 1658 y 1659, en la guerra de la Restauración Portuguesa. Acompañándolo al Miño, asistiendo a varias acciones. En 1661 fue capitán eficiente de los guardas policías del ejército, comandado por su padre, y en 1663 maestro de campo de un tercio de Infantería.
En esta calidad se marcha de la fuerza con la que el padre tanto se distinguió en la frontera del Miño. Entró en la captura de la fortaleza de Gayão, y continuando al servicio en la provincia, fue nombrado el 26 de noviembre de 1665 general de batalla. En 1665, entrada en expugnación de la ciudad de Guardia. En 1666 actuó brillantemente cerca de Valencia, derrotando a los españoles.
Firmada la paz, pasó a gobernador de armas de Entre Douro e Minho en la provincia del Minho 1669, mientras su padre partió como embajador a Roma.
En 1671, según la obra «Monstruosidades do tempo e da fortuna", enfrentaba al Marqués de Fontes, en el juego: "Ellos encontraron los sombreros extraños, porque la cabeza no los sabía, y para que él veía cuales las cabezas eran, anduvo a las puñaladas sobre si los sombreros serán cambiados. Ambos fueron heridos, confirmando en su sangre propia a la nobleza cuando había sido derramada en los campos de África; la batalla murió a pesar de la narración de su Alteza ellos para sujetar a ambos en sus propias con el que usted se casa". "Estranharam os chapéus, porque os desconheceu a cabeça, e para que se visse quais eram as cabeças, andaram às punhaladas sôbre se trocarem os chapéus. propio sangue a batalha com Sua Alteza os mandar prender a ambos em suas propias casas".
El 6 de diciembre de 1674 fue promovido a maestro de campo general. Su padre no volvió a ocupar ese puesto, siendo nombrado presidente del Consejo Ultramarino (en el portugués original: Conselho Ultramarino). En 1674 sucedió al título de su padre.

### En Brasil
De 1684 a 1687 fue promovido a gobernador y capitán general de Brasil, donde se distinguió notablemente, a pesar de graves contrariedades. «Alcanzó a corto plazo calmar las preocupaciones nacidas en el tiempo de los gobernadores precedentes, y se hizo varias veces una persona notable para los servicios. Esto necesitó del recurso a caminos violentos a fin de cohibir los impetuosos arrebatos del gobernador de Pernambuco, João da Cunha Sotomaior. Más tarde, una terrible epidemia tropical del gusano que se desarrolló gradualmente en Río de Janeiro, Bahia y Pernambuco» (¿tal vez un brote de fiebre amarilla?), «fue la primera vez que se describió por un médico, el Dr. João Ferreira da Rosa, el cual mostró dedicación, pagando de su bolsillo remedios y hospitalizaciones. Otro caso grave sucedió en 1684: la revuelta de Maranhão, provocada por la prohibición del tráfico de esclavos, liderada por Manuel Beckman y Manuel Serrão de Castro, que depusieron a las autoridades y proclamaron la autonomía regional. El teniente-general Gomes Freire de Andrada fue enviado desde Portugal como expedicionario que sofocó la insurrección, ahorcando a los líderes. Para muchos autores, sería la primera manifestación nativista.

### En Portugal
Regresado a Portugal en 1687, fue escogido consejero de guerra, y después sucedió al Duque de Cadaval en el cargo de presidente de la junta de Tabaco (1698-1704). Desde el 9 de junio de 1688 fue nombrado consejero de Guerra.

### Guerra de Sucesión Española
Cuando en 1701 se acordó que Portugal entraría junto con Francia y España en una alianza para el reconocimiento de Felipe de Borbón en el trono español, como establecía el testamento de Carlos II, fue encargado del gobierno de la Plaza de S. Julião da Barra, con el mando de todas las fortalezas desde Paço de Arcos hasta Cascais, para guarnecer la capital portuguesa y defender las orillas del Tajo. Pero el rey Pedro II de Portugal decidió aliarse con Holanda, el Imperio y Inglaterra, por el tratado de 16 de mayo de 1703, en que esos estados se coligaban en defensa de las pretensiones del Archiduque Carlos. Tratándose de adoptar las prevenciones para la guerra, el Marqués de Minas fue enviado a la provincia de Beira, a fin de disponer los asuntos concernientes al ejército que debía entrar en campaña.
El 24 de junio de 1703 fue nombrado gobernador de Armas de Beira, y consejero de Estado en abril de 1704. Junto con el Príncipe de Tilly, que había participado en el Alentejo, tomó Portalegre; pero el Marqués de Villadanas tomó el Algarve y la fortaleza de Castelo de Vide, marcando un desastroso principio de las hostilidades para Portugal.
«El 12 de junio de 1704, gobernando Beira, atacó y destrozó el enemigo mandado por D. Francisco Ronquillo, junto a Monsanto, hiriéndose en combate. En 1705, recuperó Salvaterra do Extremo e incendió Zarza la Mayor. Pasó en el mismo año a tomar el gobierno de armas de Alentejo.»
Había un gran talento militar en el Marqués de Minas, pero estaba casi sin recursos ni víveres. El Duque de Berwick hablaba de él con enorme consideración, pero el Barón de Fagel y el Conde de Galway eran los generales que tomaban las decisiones finales en el ejército. En vano quiso el Marqués entrar en España, empujando ante sí al general francés que disponía de muy pocas fuerzas. Prevalecieron las opiniones de Galway y Fagel, y con el pretexto de que el invierno estaba cerca, los soberanos se recogieron en Lisboa, sin haber aprovechado los brillantes éxitos del Marquês das Minas.
Decía en Nobreza de Portugal, tomo II, pag 744, que «(…) intentó apoderarse de Badajoz, lo que no consiguió por haber sido esta plaza eficazmente socorrida por los españoles. El 7 de marzo de 1706, realizó un nuevo ataque, quemando la ciudad de Brozas y junto a ésta tuvieron sus tropas un choque con las que el Duque de Berwick mandaba, de lo que resultó la derrota de las fuerzas de este último, apresando nuestro general 80 prisioneros y 240 caballos. El 9 de abril del mismo año sitió Alcántara, gobernada por el general de batalla D. Miguel Gasco, consiguiendo tomarla y aprisionar juntamente con dicho gobernador toda su guarnición y 47 piezas de artillería. Prosiguió el Marquês das Minas victoriosamente la campaña, tomando consecutivamente Ciudad Rodrigo, Salamanca, Coria y Plasencia, y el 25 de junio hizo su victoriosa entrada en Madrid, donde estuvo instalado como caballero señorial durante 40 días, en el Palacio Real, recibiendo el mando de los poderes constituidos y tribunas, no solo de la ciudad sino también de Segovia y Toledo, y deseando proclamar allí Rey al archiduque Carlos, por cuya pretensión los aliados combatían.»
Dice otro autor: «En lugar de desarrollar una actividad que podría haber dado un golpe decisivo a la soberanía de Felipe V, el gobierno de Pedro II y los archiduques se mostraron poco enérgicos y decididos y, por eso, el duque de Berwick, continuando la campaña, tomó Salvaterra y Segura, que capitularon. Siguiendo por la Riba, se apoderaron de gran número de poblaciones, que no resistieron por estar desguarnecidas, a excepción de Monsanto y de Idanha-a-Nova, donde los campesinos portugueses presentaron una gran defensa, combatiendo con el barón de Fágel en los desfiladeros de la Sierra de la Estrella, siguiendo hasta Vila Velha, atravesó el Tajo y se unieron con el Príncipe de Tilly, que había entrado por el Alentejo, y tomaron Portalegre, mientras que el Marqués de Villadanas asolaba el Algarve y tomaba Castelo de Vide. No se podía imaginar un comienzo más desastroso de las hostilidades, pero tres cosas salvaron a Portugal en esas apretadas y críticas circunstancias: las intrigas de la corte de Madrid que estorbaban los designios de Berwick, la poca habilidad del Príncipe de Tilly y el talento del Marquês das Minas que, manteniéndose con sus propios recursos, casi sin víveres ni equipamiento para las tropas, porque los depósitos estaban en Castelo Branco y en la zona del Alentejo, salió de Almeida el 2 de junio con una pequeña división y restableció la situación militar.
«Su intención era cortar la línea de operaciones del ejército de Berwick, pero este general, viendo que no recibía refuerzos de Madrid que lo habilitasen a proseguir en su marcha victoriosa, se retiró hacia la frontera, lo que no impidió que uno de sus generales fuera rotundamente abatido por las tropas del Marquês das Minas, que habían sido reforzadas por el Conde da Atalaia y el Conde de Alvor como los contingentes de Minho y de Trás-os-Montes. El Marquês se 'estrenó' tomando Fuente Guinaldo, y reconquistó después finalmente las poblaciones portuguesas ocupadas por las tropas de Berwick.
«Tantos servicios prestados por el Marquês das Minas reconocidos por sus propios enemigos, por ejemplo, el Duque de Berwick siempre hablaba de él con mucha consideración además de que mostraba un profundo desprecio hacia los otros generales que tenía enfrente, tantos servicios por lo que parecía ser el indicado para pasar a ser mando en jefe del ejército aliado, pero el holandés B de Fágel, cuando D. Pedro entró en campaña, fue el verdadero general, como si el rey quisiera recompensarle por la derrota que sufriera, y que estuviera casi abriendo las puertas de Lisboa al enemigo».
A este respecto dicen Paquis y Dochez en su Historia de Hespanha: «Minas continuaba siendo emprendedor, pero todos sus planes eran paralizados por la ineptitud de lord Galloway».
En el año siguiente, el Marquês das Minas continuó su labor sin haber recibido el mando del ejército de la Beira, mientras que el Conde das Galveas, general distinguidísimo pero muy anciano, recibía el mando del ejército del Alentejo al que se habían unido las tropas extranjeras, y que fue destinado a las operaciones militares. Al frente de un pequeño cuerpo de tropas se vio el Marquês obligado a efectuar acciones de poca importancia, y se limitó a reconquistar la plaza de Salvatierra y a ocupar una población de Sarça, aunque al final, a pesar de la mala voluntad que parecían tener en la corte al Marquês das Minas, no hubo otro remedio que confiarle el mando principal del ejército de operaciones.
Trató después el general de hacer una campaña de otoño, para favorecer con una potente distracción las operaciones llevadas a cabo en Cataluña por el Conde de Peterborough. Sin demorarse en ataques o tomas de pequeñas plazas, determinó inmediatamente tomar Badajoz, que le habría de servir de base de operaciones.
A principios de octubre entró en campaña, trazando alrededor de Badajoz una línea de circunvalación y con tanta energía batió la plaza que estaba ya a punto de abrir brecha cuando el mariscal Tessé consiguió pasar el Gévora, por descuido o por maldad de Galway, y formarse en orden de batalla bajo los muros de Badajoz, cubriéndola de esa forma y haciéndola inexpugnable. Esto hizo inútiles todas las precauciones que Minas tomara para que la plaza no fuera socorrida. No faltó quien atribuyese a la envidia y a la mala fe de los generales extranjeros la singularidad de pasar un ejército entero frente al nuestro sin ser notado, pero el Marquês das Minas, habiendo perdido la ocasión de dar un golpe de efecto al poder del rey de España, trató de levantar el cerco sin dejar ni una pieza en manos del enemigo, llevándose de los alrededores de la plaza todo cuanto entendió que podía ser útil al ejército. Poco después Felipe V, obligado por la noticia que le llegara de la rendición de Barcelona, llamó de la frontera portuguesa al mariscal Tessé con gran parte de las tropas que allí militaban, y el Marquês das Minas, quedándose con un pequeño ejército enfrente, abrió la campaña de 1706 resuelto a marchar sobre Madrid.
«Concentrando en un solo cuerpo todas sus tropas, se dirigió rápidamente hacia el Norte dejando Badajoz a su derecha, ocupando por sorpresa los lugares de San Vicente de Alcántara y de Membrío, y presentó reñido combate con el enemigo en Brozas. Alcanzó la victoria y, dejando al enemigo retirarse hacia Cáceres, continuó hacia Alcántara, que en menos de cinco días tuvo que rendirse, enviando el Marquês, como resultado de esa capitulación, 4.200 hombres hacia Portugal, entre los que se contaban 6 generales y 128 oficiales, apropiándose de 47 piezas de artillería, 2.961 espingardas, 3.900 arrobas de pólvora, 1.800 balas de artillería, 360 cajas de balas de plomo, 6 morteros, 400 sacos de harina, 100 de cebada, 200 toneles de vino, 105 caballos, etc.»
«Sin demorarse en Alcántara más del tiempo necesario para reunir abastecimientos y municiones, Minas siguió en dirección a Madrid por la carretera de Plasencia. Se preparaba el duque de Berwick para pasar el Tajo, a fin de socorrer Alcántara, cuando tuvo noticia de que la plaza se rendía. Retirándose entonces hacia Plasencia como intento de proteger la capital del reino sin aventurarse a presentar batalla, comenzó entre los dos hábiles generales, que se hallaban frente a frente, una serie de marchas y contramarchas estratégicas en las que Berwick y Minas se mostraron igualmente dignos. El Marquês sin querer emprender una marcha tan audaz sin tener asegurada la comunicación con Portugal, cuando marchaba sobre Plasencia, ocupando el camino de Coria y Galisteo, mandó destacamentos de su ejército para que ocuparan a su derecha Cáceres y Trujillo. El día 28 aparece ante Plasencia donde, después de que se retirara el duque hacia la margen izquierda del río, entró inmediatamente en la población haciendo proclamar a Carlos III como rey. Desde ese punto continuó el ejército portugués rumbo a Madrid por la carretera que, estando cortada por el Tretor atraviesa Navalmoral, Talavera de la Reina y Toledo, por la que se retiraba Berwick presentando un simulacro de resistencia, en la idea de atraer al Marquês das Minas a las estériles planicies de Castilla la Nueva. Llega nuestro general a Almaraz, y comprendiendo la intención del adversario, dejó de perseguirle, se retiró súbitamente hacia Coria y, dando un gran rodeo, continuó hacia el Norte por la carretera de Ciudad Rodrigo y de Salamanca, tomando así la ventaja de marchar a lo largo de la frontera de nuestra provincia de Beira y ser reforzado con tropas frescas, mientras que el duque de Berwick si pretendía darle alcance se veía obligado a enflaquecer su ya pequeño ejército.»
El 22 de mayo de 1706, mientras el duque de Berwick mal podía sospechar las intenciones del Marquês das Minas, este dirigía nuestro ejército a marchas forzadas hacia Ciudad Rodrigo, y obviando las condiciones de capitulación para no demorar la marcha, tomó posesión de esta plaza y se encaminó hacia Salamanca, donde dictó ley continuando de inmediato hacia Madrid sin encontrar resistencia porque el duque o no tuvo fuerzas o no tuvo tiempo para disputarle el paso de los desfiladeros de Guadarrama. El 24 de junio llegó cerca de Madrid a la casa de campo de Nuestra Señora del Retamal, y allí esperó noticias de la capital para saber la actitud que tomaría contra su ejército vencedor, no tardando en recibir informaciones seguras.
«La orgullosa ciudad mandaba humildemente a sus diputados al general portugués para pedir que nombrase al corregidor que debía gobernar la ciudad y otras muchas de las cercanas provincias, como Segovia, Toledo, Talavera, Ávila y otras, también enviaron a sus emisarios implorando la protección de nuestro general. El día 28 hizo el ejército su entrada triunfal en Madrid y, al cabo de 126 años, el Marquês das Minas vengaba la afrenta que sufriera Portugal con la entrada del Duque de Alba en Lisboa.
«Entradas en Madrid las fuerzas al mando del Marquês das Minas, éste ordenó que se efectuara con solemnidad la aclamación de Carlos III el 2 de julio y, al mismo tiempo, envió recados al archiduque, para que se apresurase en su venida a la capital. Pero el Archiduque tardó mucho en ponerse en marcha en su viaje de Barcelona a Madrid, demorándose en Zaragoza, y paralizó todos los movimientos del Marquês con avisos de que no tardaría en unírsele. Con todos estos retrasos, la reunión solo podía efectuarse cuando ya toda España estaba en guerra, cuando Berwick cortaba las comunicaciones del ejército con Aragón, estando ya cortadas con Portugal, de modo que el Marquês de Minas, para no ser envuelto por las tropas regulares y los insurgentes, se vio obligado a retirarse hacia la frontera del reino de Valencia, donde llegó intacto, manteniendo siempre a distancia al enemigo que era superior en número. Rehaciendo entonces como pudo su ejército, tomó la ofensiva, capturó el castillo de Villena y procuró atacar al enemigo en Montealegre y en Esla, hasta que los dos ejércitos opuestos se encontraron en los campos de Almansa el 25 de abril de 1707, donde nuestras tropas pronto sufrieron un terrible revés.
«Una derrota en nada mancha la reputación militar del Marquês das Minas, porque la previó, retrocedió y se aventuró a presentar batalla, fue gracias al voto contrario de Galloway, que tenía más peso como representante de la nación que entre los aliados tenía más importancia pero, como siempre sucede, Minas, que fuera tan vitoreado cuando entrara triunfalmente en Madrid, vio ahora su prestigio perdido.
«Retirado en Lisboa, y teniendo la intención de volver al mando de Armas de la provincia del Alentejo, no paró hasta que se lo concedieran. Quiso desprenderse de los cargos y honores, pero a petición del rey desistió de esa intención, y pasó el resto de la vida ejerciendo al servicio de la reina.»